# Herbert Alsheimer
Herbert Alsheimer (* 4. Februar 1931 in Frankfurt am Main; † 11. März 2013 in Kronberg-Oberhöchstadt) war ein deutscher Hochschullehrer, hessischer Kommunalpolitiker und Autor.

## Leben
Herbert Alsheimer verbrachte seine Kindheit und Jugend in Frankfurt am Main, legte am dortigen Goethe-Gymnasium 1951 das Abitur ab und studierte an der Johann Wolfgang Goethe-Universität Wirtschaftswissenschaften. 1959 promovierte er als Mitarbeiter des Lehrstuhls für Bankbetriebslehre bei Karl Friedrich Hagenmüller über die Gewinnbesteuerung und Steuerbilanz der Kreditinstitute. 1966 ernannte ihn der Hessische Kultusminister zum Direktor der Staatlichen Höheren Wirtschaftsfachschule. Als Gründungsdekan rief er 1970 den Fachbereich Wirtschaft der Fachhochschule Frankfurt ins Leben. Dort lehrte er als Professor für Steuerlehre und Wirtschaftsprüfung.
Von 1972 bis 1997 war er für die CDU Mitglied des Kreistages des Hochtaunuskreises, dort von 1977 bis 1981 Vorsitzender des Schulausschusses und von 1985 bis 1991 sowie von 1992 bis 1995 Vorsitzender des Haupt- und Finanzausschusses.
Von 1991 bis 2006 war er Mitglied des Verwaltungsrates der Taunus Sparkasse, dort Vorsitzender des Prüfungsausschusses.
Er veröffentlichte zu Themen des Bilanzrechts, der Wirtschafts- und Kirchengeschichte.

## Ehrungen
- 2004 Verleihung des Bundesverdienstkreuzes.
- 2006 Saalburgpreis des Hochtaunuskreises.
- 2008 Ehrenbürgerwürde der Stadt Kronberg.[1]
- 2018 Benennung des Versammlungssaals im Obergeschoss des öffentlichen Dalleshauses im Zentrum von Kronberg-Oberhöchstadt in „Herbert Alsheimer-Saal“.[2]

## Veröffentlichungen (Auswahl)
- Gewinnbesteuerung und Steuerbilanz der Kreditinstitute. Gabler, Wiesbaden 1960.
- Studientechnik für Betriebswirte. Gabler, Wiesbaden 1973, ISBN 3-409-39244-0.
- Oberhöchstadt vom Ausgang des Zweiten Weltkrieges bis 1982. in: Oberhöchstadt in 12 Jahrhunderten, hrsg. von Helmut Bode, Frankfurt 1982.
- Ludwig Erhard. Der Weg unseres Landes aus den Trümmern des Krieges. Bad Homburg 1997, ISBN 3-00-001829-8.
- Den Glauben bewahrt – 275 Jahre St. Vitus. Frankfurt 1998, ISBN 3-7829-0491-5.
- Der Vatikan in Kronberg. Kramer Verlag, Frankfurt 2003, ISBN 3-7829-0539-3.
- Der Börsenplatz in Frankfurt am Main. Societäts-Verlag, Frankfurt 2006, ISBN 3-7973-0998-8.
- Währungen brauchen Stabilität. mit einem Vorwort von Hans Tietmeyer, Bad Homburg 2007, ISBN 978-3-7973-1062-0.
- Herbert Alsheimer – Schriften und Reden, 2018, ISBN 978-3-963200-11-3.